# Lago salgado de Limassol
O Lago Salgado de Limassol ou Lago Salgado de Acrotíri é uma sebkha (lago salgado) que constitui o maior corpo de água no interior da ilha de Chipre.
Fica a sudoeste da cidade de Limassol, na península de Acrotíri, e tem 10,65 km² de área. O seu ponto mais baixo está 2,7 m abaixo do nível do mar, e a sua profundidade máxima é de apenas 1 m.
Os geólogos levantam a hipótese de o lago se ter formado pela junção gradual de um ilhéu ao largo com a costa sul de Chipre.

O lago é uma das áreas do Mediterrâneo Oriental mais importantes para a nidificação e estadia invernal de aves: mais de metade da superfície tem menos de 30 cm de profundidade, e atrai milhares de aves. A organização Birdlife International estima que entre 2000 e 20 000 flamingos-comuns (Phoenicopterus roseus) passam o inverno no lago.
O lago fica no interior da Base Britânica Soberana de Acrotíri, uma área administrada pelo Reino Unido nas condições negociadas aquando da independência de Chipre em 1960.